# دكتور بريار دسان
ولد الدكتور بيريار داسان أو الدكتور عبد الله سيشاشلام في 21 أغسطس 1949 - وتوفي في 19 أغسطس 2013. وكان باحثًا وأستاذًا ومتحدثًا وناشطًا هنديًا بارزاً من تاميل نادو . في بداية الأمر كان يروج للإلحاد والأيديولوجيات العقلانية في معظم حياته لكنه فيما بعد اعتنق الإسلام. وظهر في حوالي 15 فيلمًا بلغة التاميل.

## النشأة
ولد شيشالام في عائلة شيفاوية في 21 أغسطس 1949 في أغارام في بيرامبور. وجذبته في بداية حياته المثل العقلانية لبيريار راماسامي ، مؤسس الحركة الدرافيدية . وقام أثناء دراسته في كلية باتشيابا بتغيير اسمه الأصلي إلى بيريار داسان ( والذي معناه أحد أتباع بيريار المتحمسين).  كان شيشلام ضليعًا في الأدب التاميلي وفي الدراسات الدينية المختلفة ، وأيضاً في اللغة الإنجليزية. ولقد قام بتأليف حوالي 120 كتابًا. كما شغل منصب أستاذ في كلية باتشيابا التابعة للجامعة التي تخرج منها، لمدة 34 عامًا كما عمل كمدرب مشارك ، وطبيب نفساني ، ومعالج نفسي ، ومستشار للطلاب لسنوات عديدة. 
في عام 1991 ، اعتنق داسان البوذية وأضاف اسم سيدهارتا كبادئة لاسمه. وقام بترجمة الدامابادا إلى اللغة التاميلية، وهي مجموعة من الفضائل البوذية ، كتبها أمبيدكار ، وقادته هذه الترجمة إلى تعلم لغة بالي واللغة السنسكريتية
ثم بشكل مفاجيء للجميع اعتنق الإسلام في 11 مارس 2010 خلال زيارة إلى مكة المكرمة وأعاد تسمية اسمه باسم عبد الله ، وغير اسم زوجته فاسانتا إلى فاطمة.  ثم بعدها بدأ بإلقاء سلسلة من المحاضرات عن الإسلام.  وكان شيشلام قبل اعتناقه الإسلام قد أمضى نحو عشر سنوات في البحث والتعرف على الجوانب الرئيسية لهذا الدين وفي تعلم القرآن واللغة العربية . 

## الوفاة
توفي داسان في 19 أغسطس 2013 عن عمر يناهز 63 عامًا بعد صراع مع مرض سرطان الكبد.   وتطبيقاً لوصيته فقد تم تسليم جثته إلى الكلية الطبية للأبحاث في مدراس في 20 أغسطس حيث تم التبرع بعينيه إلى Sankara Nethralaya مباشرةً بعد وفاته . 